# Tokyo Game Show

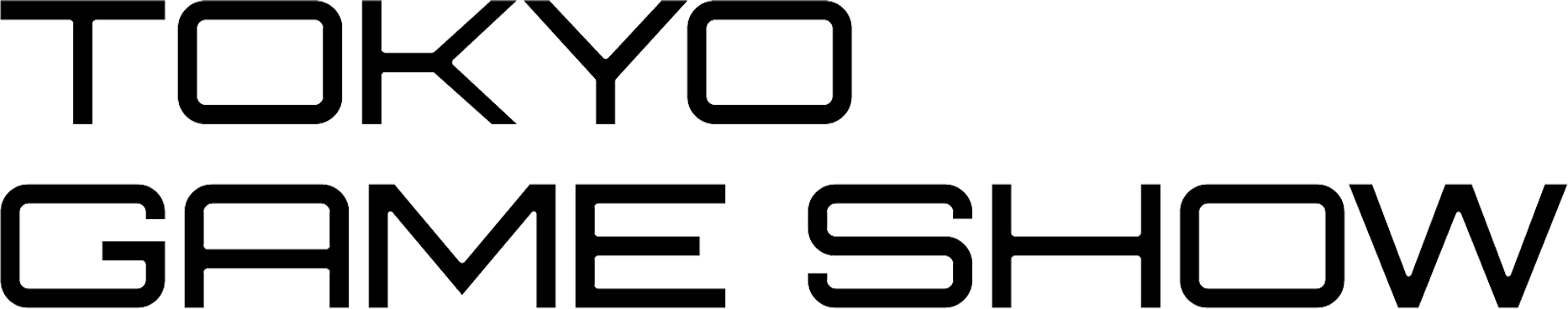
Logo van de TGS

De Tokyo Game Show (afgekort tot TGS) is een jaarlijks meerdaagse computerbeurs gericht op computerspellen. Het evenement wordt gehouden in de Makuhari Messe in Chiba, Japan. De TGS behoort samen met het Duitse Gamescom en het Amerikaanse E3 tot de grootste evenementen in de computerspelindustrie.
Veel bedrijven gebruiken dit evenement om nieuwe spelcomputers, spellen en accessoires te tonen aan het publiek. De spellen worden daarbij als speelbare demo's of videotrailers getoond. Net zoals op Gamescom is de eerste dag gereserveerd voor de pers en professionals.
De Tokyo Game Show wordt georganiseerd door Computer Entertainment Supplier's Association (CESA) en Nikkei Business Publications (Nikkei BP) met ondersteuning van het Japanse Ministerie van Economie en Industrie.

## Ontwikkeling
De Tokyo Game Show werd voor het eerst gehouden op 22 augustus 1996. Van 1996 tot 2001 werd het evenement tweemaal per jaar gehouden, in het voor- en najaar. In 2001 maakte de organisator bekend het evenement alleen nog eenmaal per jaar in september te houden. Vanwege de wereldwijde coronapandemie werd in 2020 en 2021 het evenement live uitgezonden via het internet.

## Statistieken
| Jaar | Data                   | Aantal exposanten | Aantal bezoekers            |
| ---- | ---------------------- | ----------------- | --------------------------- |
| 2001 | 30 maart-1 april       | 53                | 118.080                     |
| 2001 | 12-14 oktober          | 53                | 129.626                     |
| 2002 | 20-22 september        | 85                | 134.042                     |
| 2003 | 26-28 september        | 111               | 150.089                     |
| 2004 | 24-26 september        | 117               | 160.096                     |
| 2005 | 16-18 september        | 131               | 176.056                     |
| 2006 | 22-24 september        | 148               | 192.411                     |
| 2007 | 20-23 september        | 217               | 193.040                     |
| 2008 | 9-12 oktober           | 209               | 194.288                     |
| 2009 | 24-27 september        | 180               | 185.000                     |
| 2010 | 26-29 september        | 194               | 207.647                     |
| 2011 | 16-18 september        | 193               | 222.668                     |
| 2012 | 20-23 september        | 209               | 223.753                     |
| 2013 | 19-22 september        | 352               | 270.197                     |
| 2014 | 18-21 september        | 421               | 251.832                     |
| 2015 | 17-20 september        | 480               | 268.446                     |
| 2016 | 15-18 september        | 614               | 271.224                     |
| 2017 | 21-24 september        | 609               | 254.311                     |
| 2018 | 20-23 september        | 668               | 298.690                     |
| 2019 | 12-15 september        | 655               | 262.076                     |
| 2020 | 23-27 september        | 221               | 31.606.942 (online kijkers) |
| 2021 | 30 september-3 oktober | 351               | 39.465.366 (online kijkers) |
| 2022 | 15-18 september        | 605               | 138.192                     |
| 2023 | 21-24 september        | 770               | 243.200                     |
| 2024 | 26-29 september        |                   |                             |

## Galerij

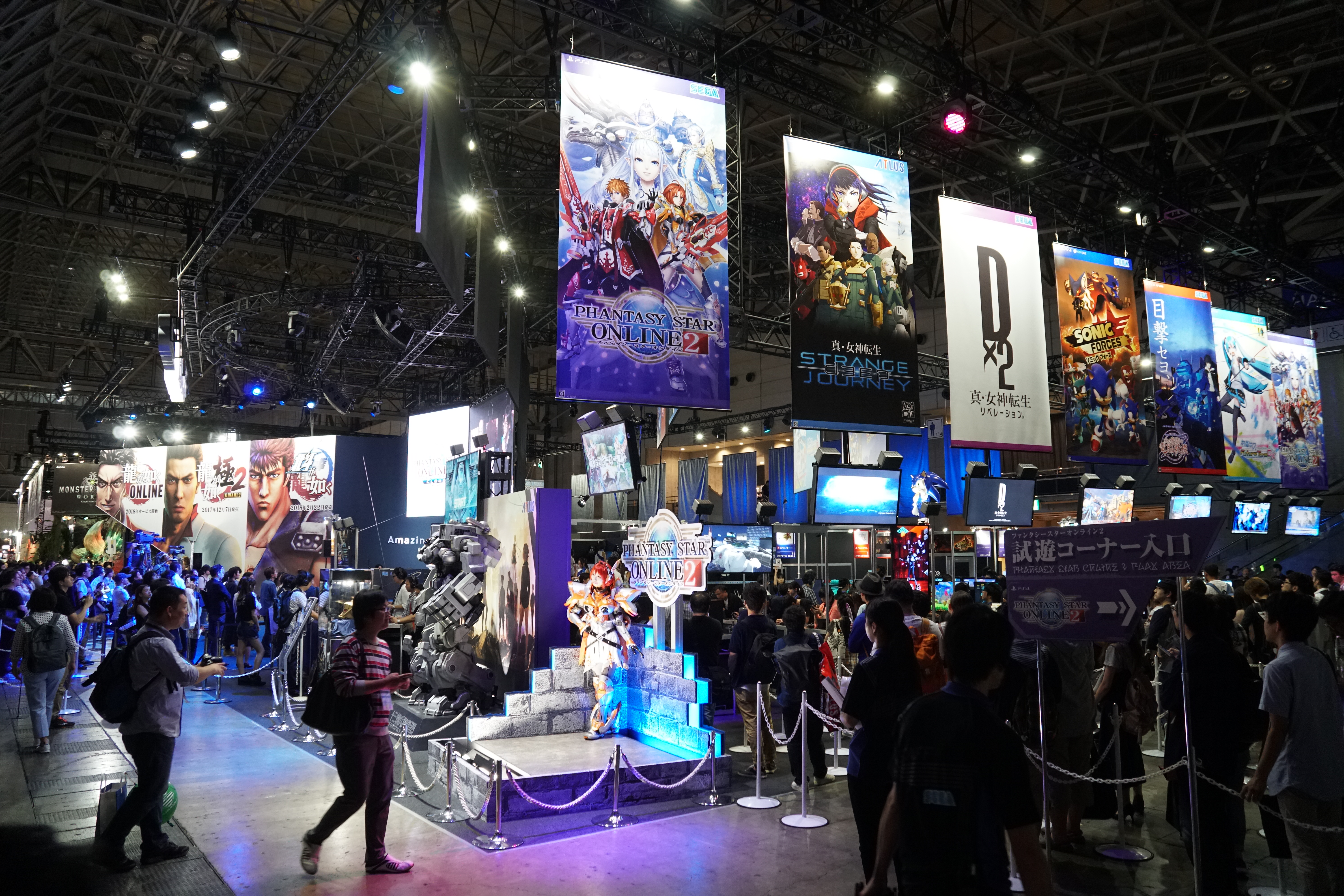
Tokyo Game Show in 2017
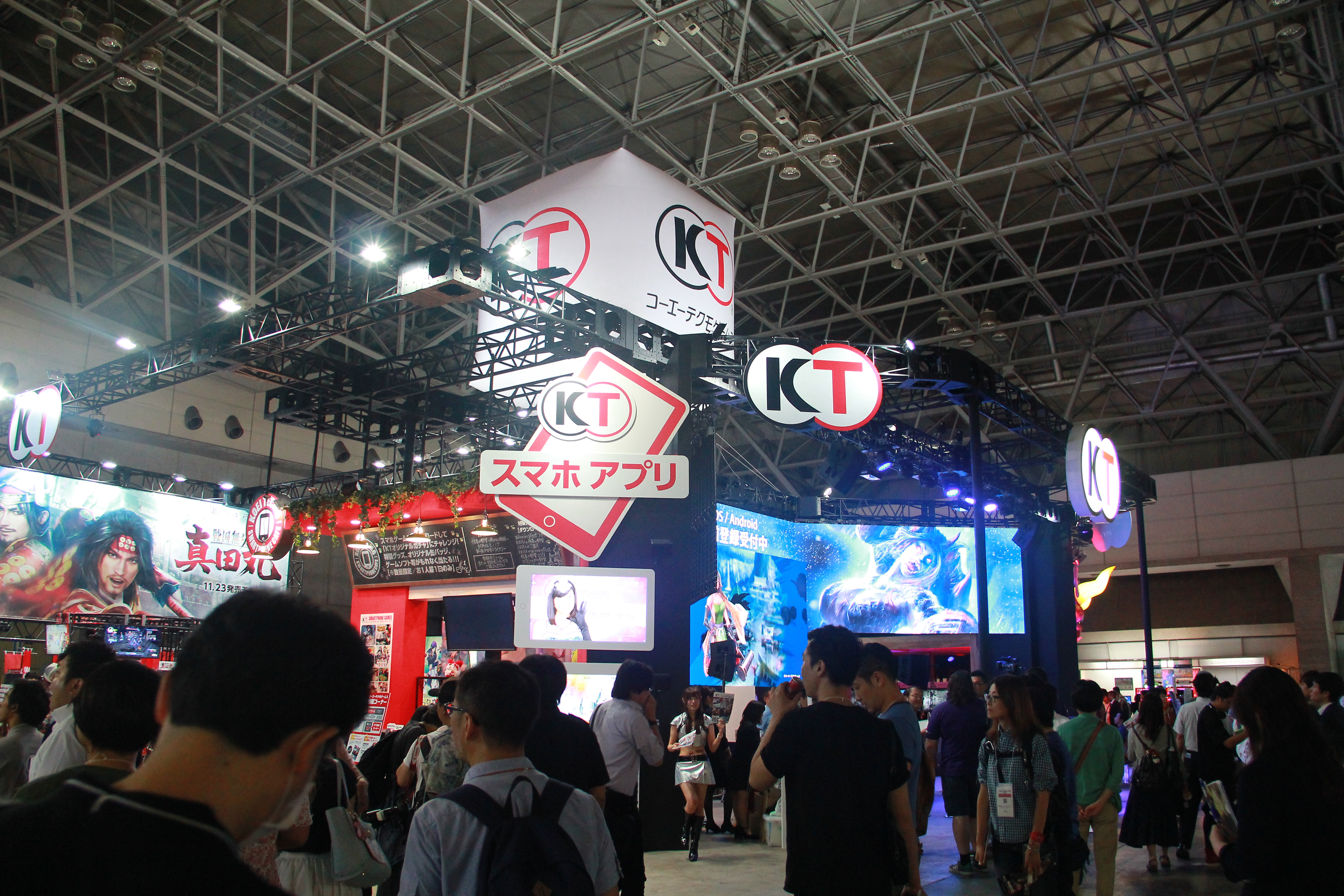
Stand van Koei Tecmo in 2016
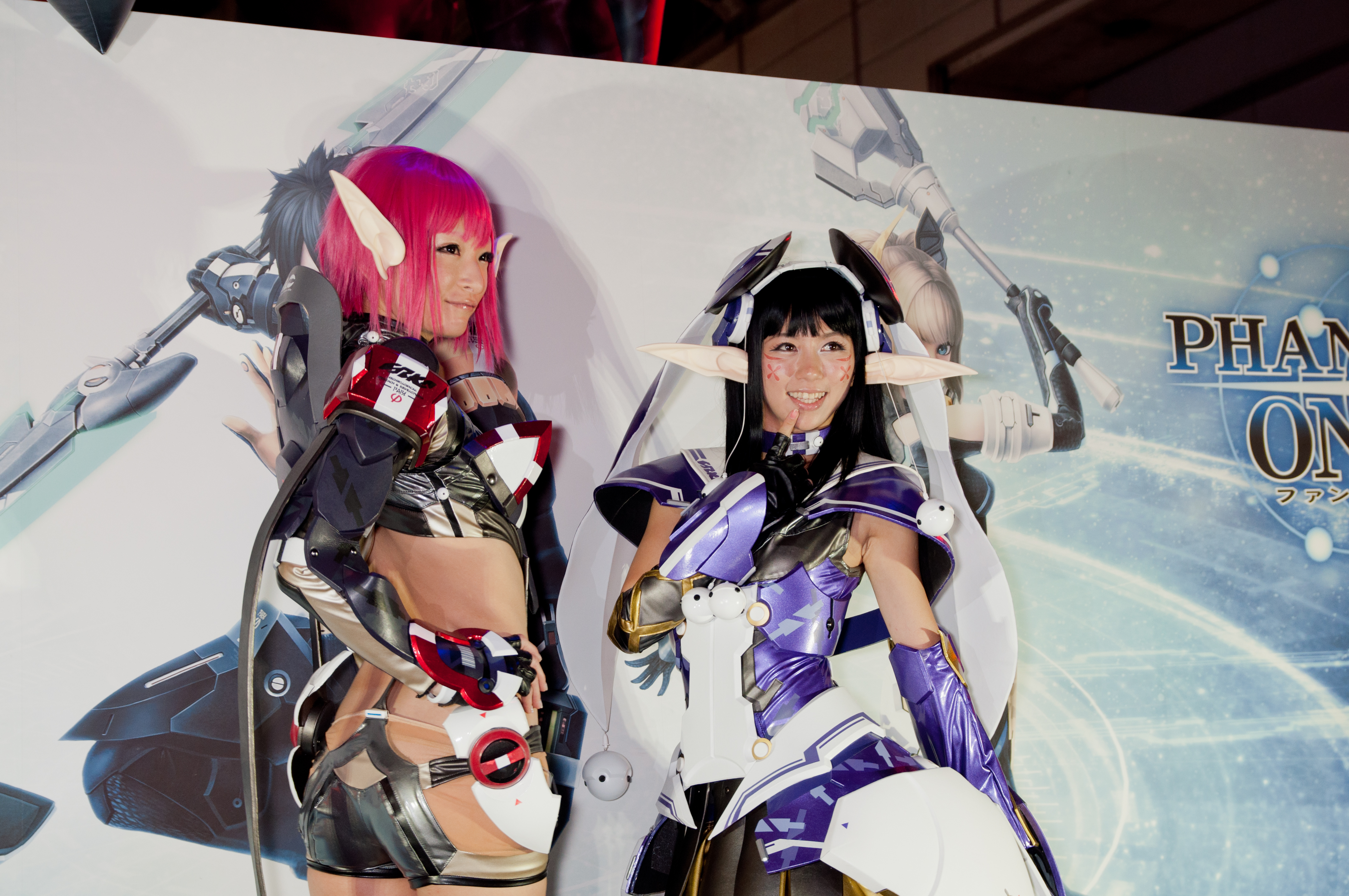
Cosplay-modellen in 2012
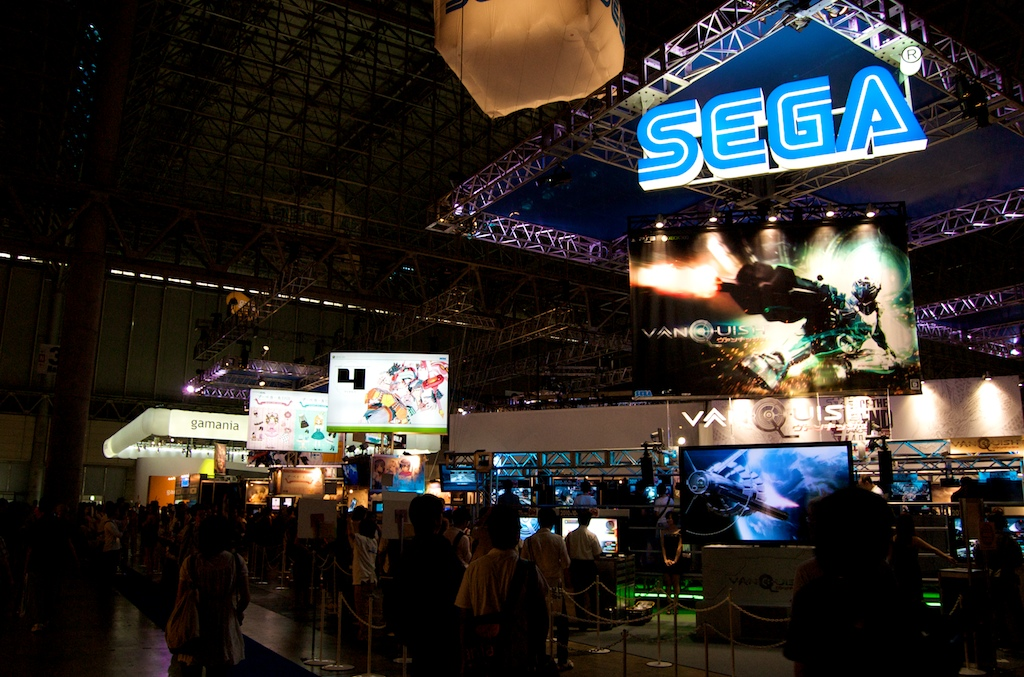
Stand van Sega in 2010